# David C. Johnson
Pour les articles homonymes, voir Johnson et David Johnson.
David C. Johnson, né le 30 janvier 1940 à Batavia (New York) et mort le 28 octobre 2021 à Bâle, est un flûtiste et compositeur de musique électronique américain.

## Biographie
Durant sa jeunesse, Johnson étudia à l'université Harvard en 1964, avec Nadia Boulanger à Paris et enfin à Cologne où il suivit les cours du compositeur Karlheinz Stockhausen. En 1966, il devient collaborateur indépendant à l'Electronic Studio de la WDR, où il a notamment assisté Stockhausen dans la production du fameux morceau Hymnen, ainsi que dans quelques-unes de ses œuvres telles que Mixtur et Ensemble en 1967, Musik für ein Haus en 1968.
En 1968, il donne des cours sur la musique électronique à Cologne, et rencontre des musiciens locaux : Holger Czukay, Michael Karoli, Irmin Schmidt et Jaki Liebezeit. Il forme avec eux un groupe de rock expérimental, bientôt figure de proue de la scène allemande Krautrock, Can. En 1969, il désapprouve le virage rock entamé par le groupe, et quitte ce dernier.
En 1970, il continue d'assister Karlheinz Stockhausen dans ses travaux sur la musique électronique et participe avec lui à l'Exposition universelle d'Osaka. De retour en Europe, il fonde, en compagnie de Johannes Fritsch et Rolf Gehlhaar, le Feedback Studio à Cologne en 1971, et collabore activement au Studio de Musique électronique d'Utrecht. Toujours en 1971, il rejoint l'Oeldorf Group, une association de musiciens, regroupant également Péter Eötvös et Mesías Maiguashca, avec lesquels il se produira chaque été, lors d'un festival consacré, jusqu'en 1975.
Jusqu'en 1985, il dirige nombre de studios d'enregistrements, uniquement réservés aux artistes d'avant-garde et de musique électronique. Il vit désormais en Suisse. Il a eu un enfant avec l'artiste allemande Mary Bauermeister.

## Compositions
- Three Pieces for string quartet (1966)
- Dort wo wir leben (1967)
- TeleFun  (1968)
- Ton-Antiton (1968)
- Prorganica (1970)
- Organica I–IV (1970–72)
- Triangles (1975)
- Ars Subtilior Electrica (1977)